# Lasse Zackrisson
Lasse Zackrisson, folkbokförd Lars Valter Arb Zackrisson, född 2 juni 1955 i Vännäs i Västerbotten, är en svensk musiker, musikproducent och filmregissör. 

## Biografi
Tillsammans med vissångaren Fred Åkerström bildade Zackrisson 1982 Ruben Nilson-sällskapet. Zackrisson har arbetat som teatermusiker på Dramaten, Stockholms Stadsteater samt på Riksteatern. 1997 bildade han skivbolaget Vax Records, där han bland annat har givit ut skivor i samarbete med Alice Babs, CajsaStina Åkerström, Fred Åkerström, Trio con Tromba samt givit ut cd-boxen Den kompletta Ulla Billquist med totalt 432 spår samlade på 17 skivor år 2010.
Zackrisson har även gjort radioserier som Swing it, Alice Babs (2004) i Sveriges Radio P4 där han samtalade med Alice Babs om hennes musikerliv och Erland von Koch - Nestor i svensk konstmusik (2006) i Sveriges Radio P2 där han intervjuade Koch om sitt livsverk. 
Han var ordförande för Riksförbundet Visan i Sverige 2010–2014 och svensk redaktör för den nordiska vistidskriften Visor.
År 2019 gav han ut på eget förlag (Vax Records) bokverket "Wiggers", med Wiggerskvartettens samlade musikutgivning som del 1 i serien "Historiska Inspelningar från Sverige". År 2021 kom del 2 i serien "Bengt Hallberg – jazzpianist, kompositör, arrangör och pedagog", vars biografi är skriven av Erik Kjellberg. 
Lasse Zackrisson är bosatt i Vaxholm i Stockholms skärgård tillsammans med sin fru skådespelaren Jonna Arb.

## Diskografi (i urval)
- 1986 - Mjuka tassar (musiker)
- 1988 - Dans på våra gator (musiker)
- 2004 - Alice Babs & Nisse Linds Hot-trio (producent)
- 2005 - Någonting att äta, någonting att dricka (producent)
- 2006 - Gustaf Fröding: En hög visa (musiker, producent)
- 2007 - Alice Babs - Illusion (producent)
- 2009 - Alice Babs - As Time Goes By (producent)
- 2010 - Den kompletta Ulla Billquist (producent)
- 2011 - Sonya Hedenbratt (1951-1956) (producent)
- 2012 - Fred Åkerström - Ruben Nilson (producent)
- 2012 - Trio con Tromba (med Uppsala kammarsolister)
- 2013 - Balladen om Eken (producent)
- 2013 - Gunnar Siljabloo Nilson (producent)
- 2013 - Peter Puma Hedlund & Öystein Sandbukt Tidlösavalsen (producent)
- 2014 - Hjort Anders och Blank Anders (producent)
- 2014 - Vi minns Alice Babs 1924-2014 (producent)
- 2014 - Så började det (producent)
- 2016 - Monica Zetterlund på Berns 1964 (producent)
- 2018 - Claes Janson Ett ord till mina polare
- 2022 - Jan Allan Nonet / Octet

## Filmografi (i urval)
- 1984 - Ruben Nilson, visdiktaren - målaren - plåtslagaren (regi: Karsten Wedel)
- 1987 - Fuldkommen ligeglad
- 2008 - Naturröstens hemlighet
- 2016 - När molnen skingras